# Дю Плесси, Стефанус Йоханнес
Стефанус Йоханнес дю Плесси (африк. Stephanus Johannes du Plessis, 1907—1995) — южноафриканский миколог и фитопатолог, принимавший значительное участие в аграрной политике ЮАР.

## Биография
Родился в городке Хофмейр на востоке Капского полуострова. Учился в Стелленбосском университете, в 1929 году окончил его со степенью бакалавра по сельскохозяйственным наукам, в 1931 году получил степень магистра. Ученик Паула Андриса ван дер Бейла.
С 1929 года дю Плесси работал научным сотрудником в Стелленбосско-Элсенбургском сельскохозяйственном колледже. В 1935 году Стелленбосский университет присвоил дю Плесси степень доктора наук.
С 1944 года — старший преподаватель фитопатологии и микробиологии, с 1946 года — профессор. В 1953 году дю Плесси стал заведующим кафедрой фитоконтроля и карантина факультета сельскохозяйственных наук Преторийского университета, работал там до 1958 года.
В 1968 году дю Плесси был назначен советником министра по аграрной политике.
За вклад в изучение болезней растений дю Плесси был в 1949 году удостоен Премии имени Н. Хавенги Южноафриканской академии наук и искусств, в 1976 году — Премии имени М. Т. Стейна.

## Некоторые научные работы
- Du Plessis, S.J. 1933. Beskrywing van Synchytrium cotulae, nov. spec. op Cotula coronopifolia Linn. in Suid-Afrika. Annale van die Universiteit van Stellenbosch. 11: 1—15.
- du Plessis, S.J. 1946. Die voorkoms en bestryding van roetdou op sultanastokke veroorsaak deur Exosporium sultanae spec. nov. Annale van die Universiteit van Stellenbosch. 24: 1—36.